# Primera División de Barbados
La Premier División (Primera División de Barbados), que por motivos de patrocinio es llamado actualmente Digicel Premier League, es la máxima categoría del fútbol profesional en Barbados.
Fue creada en 1947, es organizada por la Asociación de Fútbol de Barbados, de la CONCACAF.

## Formato
Participan de la competencia 10 equipos y funciona con un sistema de ascensos y descensos.
Desde la temporada 2003, los equipos de Barbados no participan en el Campeonato de Clubes de la CFU ni en la Concacaf Liga Campeones.

## Equipos participantes 2025
| Equipo                       | Ciudad             |
| ---------------------------- | ------------------ |
| Abrahams United Silver Sands | Silver Sands       |
| Brittons Hill United         | Bridgetown         |
| Deacons FC                   | Bridgetown         |
| Ellerton S & SA              | Ellerton           |
| Kickstart Rush               | Bridgetown         |
| Paradise SC                  | Oistins            |
| Pride of Gall Hill           | Wotton             |
| UWI Blackbirds FC            | Holetown           |
| Weymouth Wales               | Carrington Village |
| Wotton FC                    | Wotton             |

## Campeonatos por año
| Año       | Campeonato N°                                | Campeón                                      | Conquista N°                                 | Ciudad                                       |
| --------- | -------------------------------------------- | -------------------------------------------- | -------------------------------------------- | -------------------------------------------- |
| 1947-48   | 1                                            | Spartan                                      | 1                                            | Bridgetown                                   |
| 1949      | 2                                            | Spartan                                      | 2                                            | Bridgetown                                   |
| 1950      | 3                                            | Spartan                                      | 3                                            | Bridgetown                                   |
| 1951      | 4                                            | Spartan                                      | 4                                            | Bridgetown                                   |
| 1952      | 5                                            | Empire Club                                  | 1                                            | Saint Michael                                |
| 1953-59   | No se disputó ningún campeonato              | No se disputó ningún campeonato              | No se disputó ningún campeonato              | No se disputó ningún campeonato              |
| 1960      | 6                                            | Everton FC                                   | 1                                            | Bridgetown                                   |
| 1961      | No se disputó ningún campeonato              | No se disputó ningún campeonato              | No se disputó ningún campeonato              | No se disputó ningún campeonato              |
| 1962      | 7                                            | New South Wales                              | 1                                            | Carrington Village                           |
| 1963      | 8                                            | Everton FC                                   | 2                                            | Bridgetown                                   |
| 1964      | 9                                            | New South Wales                              | 2                                            | Carrington Village                           |
| 1965      | 10                                           | Everton FC                                   | 3                                            | Bridgetown                                   |
| 1966      | 11                                           | Everton FC                                   | 4                                            | Bridgetown                                   |
| 1967      | 12                                           | New South Wales                              | 3                                            | Carrington Village                           |
| 1968      | No se disputó ningún campeonato              | No se disputó ningún campeonato              | No se disputó ningún campeonato              | No se disputó ningún campeonato              |
| 1969      | 13                                           | New South Wales                              | 4                                            | Carrington Village                           |
| 1970      | 14                                           | New South Wales                              | 5                                            | Carrington Village                           |
| 1971      | 15                                           | New South Wales                              | 6                                            | Carrington Village                           |
| 1972      | 16                                           | New South Wales                              | 7                                            | Carrington Village                           |
| 1973      | 17                                           | Pan-Am Wales                                 | 8                                            | Carrington Village                           |
| 1974      | 18                                           | Pan-Am Wales                                 | 9                                            | Carrington Village                           |
| 1975      | 19                                           | Pan-Am Wales                                 | 10                                           | Carrington Village                           |
| 1976      | 20                                           | Pan-Am Wales                                 | 11                                           | Carrington Village                           |
| 1977      | No se disputó ningún campeonato              | No se disputó ningún campeonato              | No se disputó ningún campeonato              | No se disputó ningún campeonato              |
| 1978      | 21                                           | Weymouth Wales FC                            | 12                                           | Carrington Village                           |
| 1979-80   | No se disputó ningún campeonato              | No se disputó ningún campeonato              | No se disputó ningún campeonato              | No se disputó ningún campeonato              |
| 1981      | 22                                           | Weymouth Wales FC                            | 13                                           | Carrington Village                           |
| 1982      | 23                                           | Pinelands United SC                          | 1                                            | Pinelands                                    |
| 1983      | No se disputó ningún campeonato              | No se disputó ningún campeonato              | No se disputó ningún campeonato              | No se disputó ningún campeonato              |
| 1984      | 24                                           | Weymouth Wales FC                            | 14                                           | Carrington Village                           |
| 1985      | 25                                           | Pinelands United SC                          | 2                                            | Pinelands                                    |
| 1986      | 26                                           | Weymouth Wales FC                            | 15                                           | Carrington Village                           |
| 1987      | 27                                           | Everton FC                                   | 5                                            | Bridgetown                                   |
| 1988      | 28                                           | Pride of Gall Hill                           | 1                                            | Oistins                                      |
| 1989      | 29                                           | Paradise SC                                  | 1                                            | Christ Church                                |
| 1990      | 30                                           | Brittons Hill FC                             | 1                                            | Valery                                       |
| 1991      | No se disputó ningún campeonato              | No se disputó ningún campeonato              | No se disputó ningún campeonato              | No se disputó ningún campeonato              |
| 1992      | 31                                           | Pinelands United SC                          | 3                                            | Pinelands                                    |
| 1993      | 32                                           | Pride of Gall Hill                           | 2                                            | Oistins                                      |
| 1994      | No se disputó ningún campeonato              | No se disputó ningún campeonato              | No se disputó ningún campeonato              | No se disputó ningún campeonato              |
| 1995      | 33                                           | BDF SC                                       | 1                                            | Bridgetown                                   |
| 1996      | 34                                           | Paradise SC                                  | 2                                            | Christ Church                                |
| 1997      | 35                                           | Notre Dame SC                                | 1                                            | Bayville                                     |
| 1998      | 36                                           | Notre Dame SC                                | 2                                            | Bayville                                     |
| 1999      | 37                                           | Notre Dame SC                                | 3                                            | Bayville                                     |
| 2000      | 38                                           | Notre Dame SC                                | 4                                            | Bayville                                     |
| 2001      | 39                                           | Paradise SC                                  | 3                                            | Christ Church                                |
| 2002      | 40                                           | Notre Dame SC                                | 5                                            | Bayville                                     |
| 2003      | 41                                           | Paradise SC                                  | 4                                            | Christ Church                                |
| 2004      | 42                                           | Notre Dame SC                                | 6                                            | Bayville                                     |
| 2005      | 43                                           | Notre Dame SC                                | 7                                            | Bayville                                     |
| 2006      | 44                                           | Youth Milan FC                               | 1                                            | Checker Hill                                 |
| 2007      | 45                                           | BDF SC                                       | 2                                            | Bridgetown                                   |
| 2008      | 46                                           | Notre Dame SC                                | 8                                            | Bayville                                     |
| 2009      | 47                                           | Brittons Hill FC                             | 2                                            | Valery                                       |
| 2010      | 48                                           | Notre Dame SC                                | 9                                            | Bayville                                     |
| 2011      | 49                                           | Youth Milan FC                               | 2                                            | Checker Hill                                 |
| 2012      | 50                                           | Weymouth Wales FC                            | 16                                           | Carrington Village                           |
| 2013      | 51                                           | BDF SC                                       | 3                                            | Paragon                                      |
| 2014      | 52                                           | BDF SC                                       | 4                                            | Paragon                                      |
| 2015      | 53                                           | BDF SC                                       | 5                                            | Paragon                                      |
| 2016      | 54                                           | UWI Blackbirds FC                            | 1                                            | Bridgetown                                   |
| 2017      | 55                                           | Weymouth Wales FC                            | 17                                           | Carrington Village                           |
| 2018      | 56                                           | Weymouth Wales FC                            | 18                                           | Carrington Village                           |
| 2018-19   | 57                                           | BDF SC                                       | 6                                            | Paragon                                      |
| 2020      | Abandonado debido a la pandemia del COVID-19 | Abandonado debido a la pandemia del COVID-19 | Abandonado debido a la pandemia del COVID-19 | Abandonado debido a la pandemia del COVID-19 |
| 2021-2022 | No disputado                                 | No disputado                                 | No disputado                                 | No disputado                                 |
| 2023      | 58                                           | Weymouth Wales FC                            | 19                                           | Carrington Village                           |
| 2024      | 59                                           | Weymouth Wales FC                            | 20                                           | Carrington Village                           |
| 2025      | 60                                           | Weymouth Wales FC                            | 21                                           | Carrington Village                           |

1. ↑  El New South Wales cambió su nombre a Pan-Am Wales.
2. ↑  El Pan-Am Wales cambió su nombre a Weymouth Wales.

### Títulos por equipo
| Club                | Títulos | Años campeón |
| ------------------- | ------- | --- |
| Weymouth Wales FC   | 21      | 1962, 1964, 1967, 1969, 1970, 1971, 1972, 1973, 1974, 1975, 1976, 1978, 1981, 1984, 1986, 2012, 2017, 2018, 2023, 2024, 2025 |
| Notre Dame SC       | 9       | 1997, 1998, 1999, 2000, 2002, 2004, 2005, 2008, 2010                                                                         |
| BDF SC              | 6       | 1995, 2007, 2013, 2014, 2015, 2019                                                                                           |
| Everton FC          | 5       | 1960, 1963, 1965, 1966, 1987                                                                                                 |
| Paradise SC         | 4       | 1989, 1996, 2001, 2003 |
| Pinelands United SC | 3       | 1982, 1985, 1992 |
| Youth Milan FC      | 2       | 2006, 2011 |
| Brittons Hill FC    | 2       | 1990, 2009 |
| Pride of Gall Hill  | 2       | 1988, 1993 |
| Spartan             | 1       | 1948 |
| Empire Club         | 1       | 1952 |
| UWI Blackbirds FC   | 1       | 2016 |

## Clasificación histórica
- Clasificación histórica desde 2001 con resultados conocidos hasta la terminada temporada 2020
- En color azul los equipos que disputan el Primera División de Barbados 2023.
- En color verde los equipos que disputan la Segunda División de Barbados 2023.
- No cuentan resultados de los playoffs de campeonato o playoffs de relegación.
- No cuentan resultados de la selección nacional.

| N.º | Club                      | Temp. | P.D. | P.G. | P.E. | P.P. | G.F. | G.C. | Dif. | Puntos |
| --- | ------------------------- | ----- | ---- | ---- | ---- | ---- | ---- | ---- | ---- | ------ |
| 1   | Notre Dame SC             | 16    | 283  | 153  | 57   | 72   | 567  | 340  | +227 | 509    |
| 2   | Barbados Defense Force SC | 14    | 241  | 140  | 42   | 61   | 529  | 257  | +272 | 462    |
| 3   | Brittons Hill             | 14    | 243  | 116  | 50   | 77   | 438  | 314  | +124 | 402    |
| 4   | Youth Milan FC            | 13    | 229  | 113  | 43   | 73   | 469  | 330  | +139 | 383    |
| 5   | Paradise SC               | 14    | 247  | 89   | 63   | 85   | 419  | 312  | +107 | 382    |
| 6   | Pride of Gall Hill        | 15    | 265  | 106  | 56   | 103  | 394  | 352  | +42  | 375    |
| 7   | Weymouth Wales            | 8     | 145  | 76   | 32   | 37   | 260  | 142  | +118 | 260    |
| 8   | Silver Sands FC           | 10    | 179  | 68   | 41   | 70   | 275  | 287  | -12  | 245    |
| 9   | Pinelands United          | 8     | 141  | 29   | 23   | 89   | 190  | 413  | -223 | 110    |
| 10  | Eden Stars FC             | 5     | 96   | 27   | 21   | 48   | 146  | 195  | -49  | 102    |
| 11  | Beverley Hills FC         | 3     | 58   | 23   | 13   | 22   | 108  | 100  | +8   | 82     |
| 12  | UWI Blackbirds FC         | 2     | 36   | 25   | 4    | 7    | 118  | 36   | +82  | 79     |
| 13  | Technico FC               | 3     | 58   | 16   | 15   | 27   | 62   | 97   | -35  | 63     |
| 14  | Rendezvous FC             | 2     | 36   | 19   | 3    | 14   | 79   | 73   | +6   | 60     |
| 15  | Ellerton FC               | 4     | 67   | 15   | 14   | 38   | 75   | 141  | -66  | 59     |
| 16  | Haynesville United FC     | 4     | 64   | 15   | 9    | 40   | 83   | 162  | -79  | 54     |
| 17  | St. John Sonnets FC       | 4     | 68   | 12   | 15   | 41   | 68   | 154  | -86  | 51     |
| 18  | Tudor Bridge FC           | 3     | 56   | 12   | 10   | 34   | 43   | 176  | -133 | 46     |
| 19  | Dayrell's Road FC         | 3     | 54   | 11   | 12   | 31   | 55   | 134  | -79  | 45     |
| 20  | Haggatt Hall FC           | 2     | 38   | 12   | 6    | 20   | 60   | 79   | -19  | 42     |
| 21  | Ivy Rovers FC             | 2     | 32   | 9    | 4    | 19   | 43   | 70   | -27  | 31     |
| 22  | Bagatelle SSC             | 2     | 36   | 9    | 4    | 23   | 38   | 73   | -35  | 31     |
| 23  | Maxwell FC                | 2     | 40   | 9    | 4    | 27   | 40   | 117  | -77  | 31     |
| 24  | Cosmos FC                 | 2     | 36   | 7    | 8    | 21   | 35   | 60   | -25  | 29     |
| 25  | Benfica FC                | 3     | 42   | 5    | 6    | 31   | 43   | 127  | -85  | 23     |
| 26  | Belfield SC               | 1     | 18   | 6    | 2    | 10   | 31   | 43   | -12  | 20     |
| 27  | Empire Club               | 1     | 18   | 4    | 3    | 11   | 28   | 45   | -17  | 15     |
| 28  | Oxley FC                  | 1     | 18   | 2    | 1    | 15   | 17   | 65   | -48  | 6      |

## Máximos Goleadores
| Año  | Goleador          | Equipo                | Goles |
| 1999 | Llewellyn Riley   | Notre Dame SC         | 17    |
| 2001 | Peter Stoute      | Paradise SC           | 20    |
| 2002 | Kenroy Skinner    | Youth Milan FC        | 19    |
| 2003 | Adrian Forde      | BDF SC                | 9     |
| 2005 | Peter Stoute      | Silver Sands FC       | 21    |
| 2006 | Dwayne Stanford   | Beverley Hills FC     | 17    |
| 2007 | Dwayne McClean    | BDF SC                | 16    |
| 2008 | Norman Forde      | Notre Dame SC         | 13    |
| 2009 | Rivierre Williams | BDF SC                | 18    |
| 2010 | Armando Lashley   | Paradise SC           | 13    |
| 2011 | Armando Lashley   | Paradise SC           | 13    |
| 2013 | Jabarry Chandler  | Pride of Gall Hill FC | 14    |
| 2014 | Arantees Lawrence | Pinelands United SC   | 23    |
| 2015 | Dwayne Stanford   | Brittons Hill FC      | 17    |
| 2016 | Mario Harte       | UWI Blackbirds FC     | 29    |
| 2017 | Dario Harewood    | UWI Blackbirds FC     | 13    |